# 1734
1734 (MDCCXXXIV) var ett normalår som började en fredag i den gregorianska kalendern och ett normalår som började en tisdag i den julianska kalendern.

## Händelser

### April
- 21 april – Jerk Lassen hittar ett av de två Gallehushornen.[1]

### Okänt datum
- Kristofers landslag från 1442 ersätts i Sverige med 1734 års lag. Tortyr förbjuds, men tolkningen av lagen gör att tortyr även fortsättningsvis tillgrips vid förhör av grova brottslingar. Mannen får inte längre uttrycklig rätt att aga sin hustru och utomäktenskapliga barn förlorar sin arvsrätt. Kyrklig vigsel är obligatorisk vid giftermål och dödsstraffet för hor avskaffas. Nya lagar införs också om till exempel konkurs, ränta, fullmakt, borgen och förmånsrätt.
- Ett svenskt riksdagsparti, lett av riksrådet Carl Gyllenborg, yrkar på uppslutning på Frankrikes sida, för att kunna revanschera Sverige mot Ryssland.
- En ny skärpt svensk skrålag införs.
- Danmark och Sverige ingår ett femtonårigt försvarsavtal.
- Översättare finns från och med nu på Kanslikollegium, för översättningar av kungörelser och förordningar till finska.
- Den svenska högertrafiken, införd 1718, avskaffas och man återgår till vänstertrafik. Dessutom införs ett komplicerat väjningssystem på vägarna.
- Carolus Linnaeus genomför sin resa genom Dalarna.
- Den svenska riksdagen beslutar att Vadstena Adliga Jungfrustift (VAJS) ska inrättas efter förslag från friherre C. W. Cederhielm. 1738 upplåts Vadstena slott till detta ändamål.

## Födda
- 23 januari – Wolfgang von Kempelen, ungersk vetenskapsman.
- 9 mars – Marie-Suzanne Giroust, fransk konstnär, hustru till Alexander Roslin.
- 19 mars – Thomas McKean, amerikansk politiker.
- 14 augusti – Thomas Sumter, amerikansk militär och politiker.
- 7 oktober – Sir Ralph Abercromby, brittisk general.
- 22 oktober – Daniel Boone, en amerikansk pionjär och nybyggare.
- Torbern Bergman, svensk kemist.
- Johan Törnström, svensk bildhuggare.
- Catharina Ahlgren, svensk redaktör och tidningsutgivare.
- Ulrica Arfvidsson, svensk siare.

## Avlidna
- 20 februari – Giacomo Ciolli, italiensk arkitekt.
- 25 april – Johann Konrad Dippel, tysk läkare, teolog, radikalpietist och alkemist.
- Abigail Masham, brittisk politiskt aktiv gunstling.

### Fotnoter
1. ↑  ”Nordisk familjebok”. 20 juli 1909. https://runeberg.org/nfbj/0326.html. Läst 25 mars 2011.